# گونتر درایبروت
گونتر درایبروت (انگلیسی: Günter Dreibrodt؛ زادهٔ ۲۶ ژوئیهٔ ۱۹۵۱) بازیکن هندبال اهل آلمان بود.